# Severnokorejska pehotna divizija
Ta članek obravnava organizacijo severnokorejske pehotne divizije Korejske ljudske armade, kot je v uporabi sedaj.
Skupno ima divizija 12.800 vojakov.

## Organizacija
- Pehotni polk
- Pehotni polk
- Pehotni polk
- Pehotni bataljon
- Polk za zveze
- Oklepni bataljon
- Inženirski bataljon
- Izvidniška četa
- Polk samovozne artilerije
Samovozni artilerijski bataljon
Samovozni artilerijski bataljon
- Protioklepni bataljon
- Artilerijski bataljon zračne obrambe
- RKBO četa

## Oborožitev
- 9.085 jurišnih pušk AK-47
- 370 lahkih mitraljezov RPK
- 87 protiletalskih mitraljezov ZPU-4 14.5 mm
- 54 netrzajnih topov B-10/11
- 630 protioklepnih orožij RPG-7
- 27 protitankovskih vodenih izstrelkov Maljutka
- 31 tankov T-55/62
- 48 protitankovskih topov ZIS-3 76 mm
- 6 protiletalskih topov S-60 57 mm
- 12 minometov 60 mm
- 99 minometov 82 mm
- 54 minometov 120 mm
- 27 večcevnih raketometov 107 mm
- 36 samovoznih havbic M1974 152 mm
- 36 samovoznih havbic M1977 122 mm